# Jarrett Stidham
Jarrett Stidham (Corbin, Kentucky, 8 de agosto de 1996) es un jugador profesional estadounidense de fútbol americano que se desempeña en la posición de quarterback en Denver Broncos, equipo de la National Football League (NFL).

## Carrera
Fue seleccionado en la cuarta ronda en la Reunión Anual de Selección de Jugadores de la NFL de 2019. Hizo su debut profesional con el equipo New England Patriots, en el cual jugó dos temporadas (2019-2021), después pasó a Las Vegas Raiders (2022-2023), posteriormente a Denver Broncos, donde lleva jugando una temporada.